# Johann Daniel von Reinken

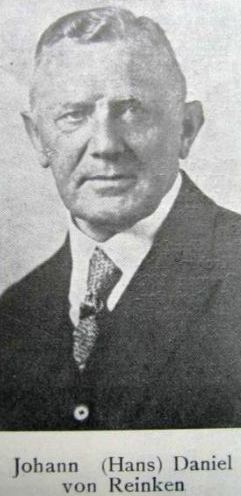

Johann Daniel von Reinken (* 8. Februar 1866 in Bremen; † 3. September 1929 im Berner Oberland) war ein deutscher Richter und Senatspräsident des Hanseatischen Oberlandesgerichts.

## Familie
Johann Daniel (Hans) von Reinken war Sohn des Kaufmanns Daniel von Reinken (* 18. November 1831 in Bremen; † 28. März 1894 ebenda) und der Anna Marie Sievers (* 20. Dezember 1839 in Bremen; † 3. August 1914 ebenda). Der Vater war Teilhaber, ab 1893 Inhaber der Firma Reinken & Co., einem Unternehmen, das im Tabakhandel und Kommissionsgeschäft tätig war. Die Bremer Familie von Reinken verlor aber ihren Wohlstand durch Inflation und Währungsreform zu Zeiten der Weimarer Republik. Johann Daniel hatte mehrere Geschwister, darunter den Doktor der Philosophie Carl von Reinken (* 25. Dezember 1873; † 1947), die Malerin Margarethe von Reinken und die Schwestern Catherine von Reinken, Annemarie von Reinken, Hedwig von Reinken (1875–1947) und Daniela von Reinken (* 1881 Bremen; † 1954 Sao Paulo). Er war zudem der Onkel der Historikerin Liselotte von Reinken.

## Leben

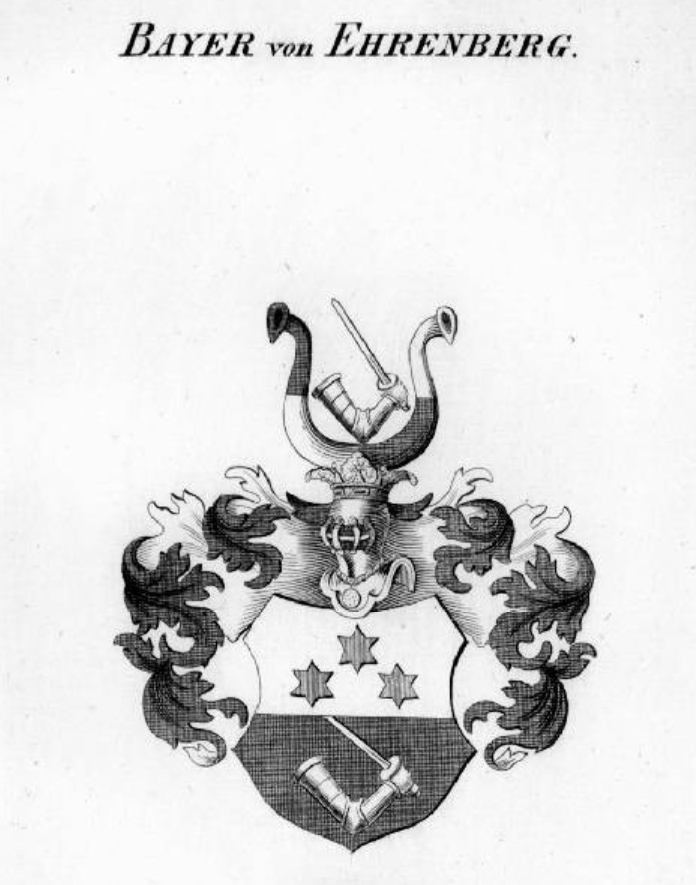
Wappen derer von Bayer-Ehrenberg 1844

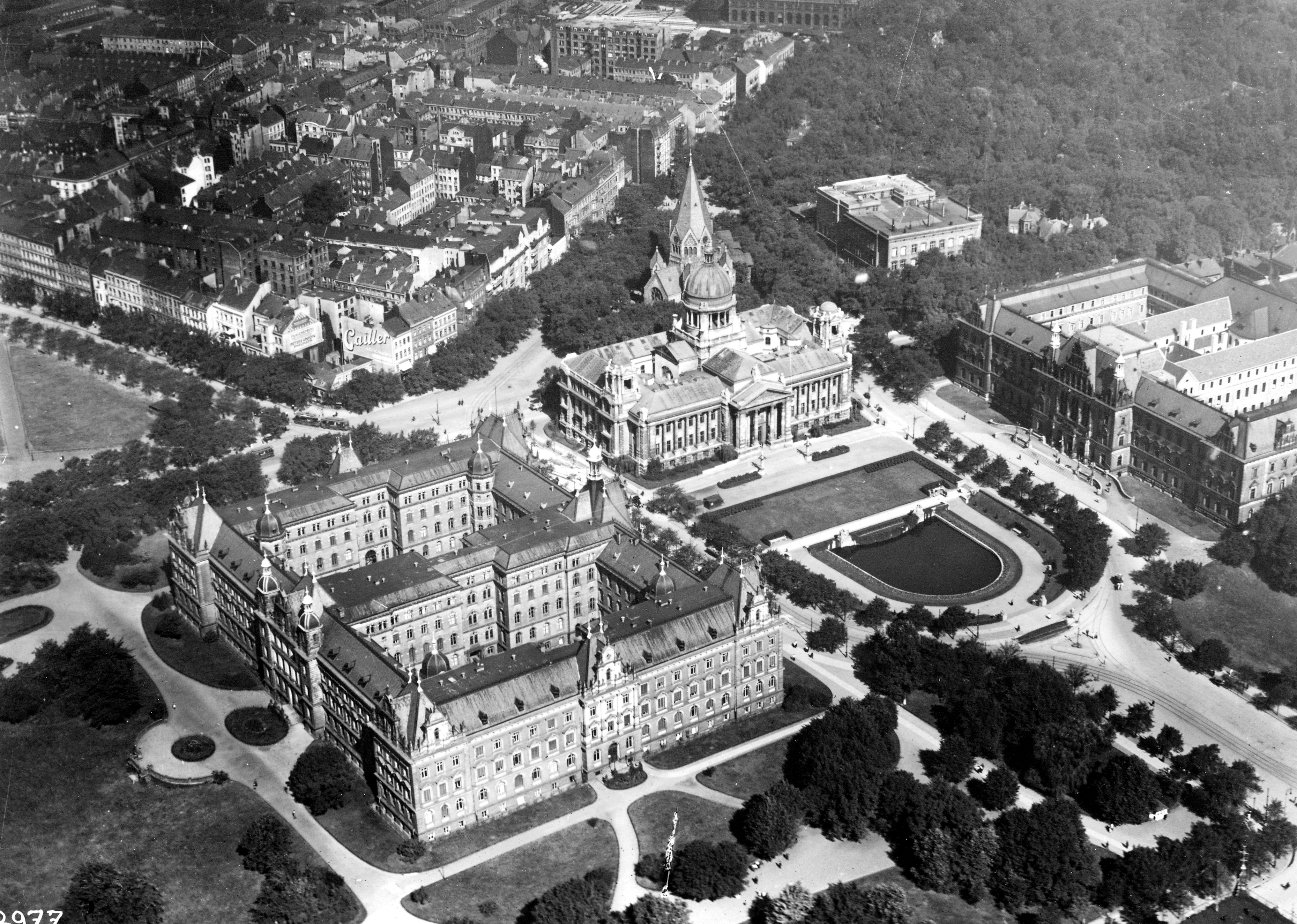
Hanseatisches Oberlandesgericht in Hamburg 1920

Johann Daniel wurde 1882 in Bremen konfirmiert. Nach seinem Abitur 1885 begann er ein Jurastudium in Freiburg und war Corpsstudent beim Corps Suevia. Ab 1889 studierte er in Berlin, wo er im nächsten Jahr zum Referendar wurde. Während einer Militärübung in Rastatt 1892 lernte er als Soldat seine spätere Gattin Luise Konstanze Berntina Amalie von Bayer-Ehrenberg (* 4. Dezember 1875 in Ulm; † 23. Februar 1933), eine Tochter des königlich-württembergischen Hauptmanns a. D. Karl Friedrich von Bayer-Ehrenberg (* 16. Mai 1848 in Stuttgart; † 6. Februar 1908 in Karlsruhe) kennen. Als Referendar wohnte von Reinken im Jahr 1893 bei der Familie in Bremen am Contrescarpe 152. Im Jahr 1895 wurde er Gerichtsassessor und verlobte sich mit Luise. Als frischgebackener Staatsanwalt heiratete er sie schließlich am 15. April 1896 in Karlsruhe. Im Jahr 1900 war er Richter am Amtsgericht und wurde 1903 zum Landrichter in Bremen und wohnte im eigenen Hause in der Roonstraße 75 in Bremen. Im Jahr 1913 ging er als Oberlandesgerichtsrat nach Hamburg und wurde im Laufe des Jahres 1926 Senatspräsident des Hanseatischen Oberlandesgerichts ebendort. Eine besondere Vorliebe des Johann Daniel von Reinken war das Verfassen und Vortragen von Gedichten zu Gelegenheiten im Freundes- und Verwandtenkreis und zu sonstigen gesellschaftlichen Anlässen. Reinken verstarb 1929 auf einer Urlaubsreise im Berner Oberland im Alter von 64 Jahren. Zu seinem Tode kondolierte unter anderen der spätere Bremer Bürgermeister Theodor Spitta, etwaige Nachkommen sind aber derzeit nicht namentlich bekannt. Johann Daniel von Reinken wurde auf dem Waller Friedhof im Familiengrab EE47 beigesetzt.